# Епископ загребачки Дамаскин
Дамаскин (световно Драгутин Грданички, Лесковац, 20. јун 1892 — Београд, 7. октобар 1969) био је митрополит загребачки Српске православне цркве.
Митрополит Дамаскин објављивао је своје радове из литургике, пастирског богословља, омилитике и црквене музике у богословским часописима. Његово животно дело, Српско црквено појање, објављено је после његове смрти.

## Световни живот
Рођен је у Лесковцу 1892. године од родитеља Јована, трговца, и мајке Параскеве. После задршене основне школе уписао ое у деветоразредну Богословију светога Саве у Београду и завршио је 1912. Истовремено је похађао и Музичку школу у Београду. После завршене богословије предавао је музику у Првој крагујевачкој гимназији, а потом се уписао на Духовну академију у Петрограду.

## Монашки живот
Пре поласка у Русију замонашио га је у манастиру Раковици синђел Платон (Јовановић), потоњи епископ бањалучки, а митрополит Димитрије (Павловић) рукоположио га је у чин јерођакона. Духовну академију завршио је са степеном кандидата богословља 1917. године. Потом је завршио Филозофски факултет у Фрајбургу у Швајцарској, где је промовисан за доктора филозофије.
За време Првог светског рата био је у Оксфорду парох и вероучитељ нашој избегличкој колонији, а извесно време и војни свештеник Друге добровољачке дивизије у Русији. Од 1918. године налазио се положају професора Богословије светога Саве у Енглеској, Београду и Сремским Карловцима. Од 1922. до 1923. синђел Дамаскин је био на положају првог секретара Српске патријаршије и професор на Богословији у Сремским Карловцима, а септембра 1924. изабран је за доцента Богословског факултета у Београду.
На овом положају га је затекао избор за епископа мукачевско-прешовског новоосноване Чехословачке православне цркве 1931.

## Епископско звање
У новоустановљеној Мукачевско-прешовској епархији епископ Дамаскин је вратио сву интелигенцију из унијатства у православље, донео Устав епархије, подигао већи број храмова, упутио на школовање у српске богословске школе завидан број свештеничких кандидата и подигао у Мукачеву зграду епископије.
По своме пристанку епископ Дамаскин премештен је 1938. на катедру Епархије америчко-канадске. Највећу пажњу посветио је црквеној просвети уопште, а посебно недељним црквеним школама. За његово време је Црквено-народни сабор допунио Епархијски устав, донет за време епископа Мардарија. По своме пристанку изабран је за епископа банатског 1939. године, устоличен је у фебруару 1940.
У Вршцу је епископ Дамаскин покренуо Банатски весник и покушао да преко Црквене музичке школе образује кадар црквених појаца и диригената, али је Други светски рат омео све његове племените намере.
20. маја 1947. године на првом послератном редовном заседању Светог архијерејског сабора приликом попуњавања упражњених епархија изабран је за митрополита загребачког.
Умро после краће болести 7. октобра 1969. године у Београду, који се тамо налазио као члан Св. Синода Српске православне цркве. Сахрањен у манастиру Ваведењу, где је сахрањен и његов претходник митрополит Доситеј.